# Trimorus ovatus
Trimorus ovatus är en stekelart som först beskrevs av Thomson 1859.  Trimorus ovatus ingår i släktet Trimorus, och familjen gallmyggesteklar. Arten är reproducerande i Sverige.